# Liste der Biografien/Strad
Liste der Biografien |
Portal Biografien |
Personensuche
# |
A |
B |
C |
D |
E |
F |
G |
H |
I |
J |
K |
L |
M |
N |
O |
P |
Q |
R |
S |
T |
U |
V |
W |
X |
Y |
Z |
?
 
Sa |
Sb |
Sc |
Sd |
Se |
Sf |
Sg |
Sh |
Si |
Sj |
Sk |
Sl |
Sm |
Sn |
So |
Sp |
Sq |
Sr |
Ss |
St |
Su |
Sv |
Sw |
Sy |
Sz
 
Sta |
Ste |
Sth |
Sti |
Stj |
Stl |
Sto |
Str |
Sts |
Stt |
Stu |
Stv |
Stw |
Sty
 
Stra |
Strb |
Stre |
Strg |
Stri |
Strl |
Strm |
Strn |
Stro |
Strp |
Stru |
Stry |
Strz
 
Straa |
Strab |
Strac |
Strad |
Strae |
Straf |
Strag |
Strah |
Strai |
Straj |
Strak |
Stral |
Stram |
Stran |
Strap |
Stras |
Strat |
Strau |
Strav |
Straw |
Strax |
Stray |
Straz
Die Liste der Biografien führt alle Personen auf, die in der deutschsprachigen Wikipedia einen Artikel haben. Dieses ist eine Teilliste mit 54 Einträgen von Personen, deren Namen mit den Buchstaben „Strad“ beginnt.

## Strad

### Strada
- Strada, Alfonsina (1891–1959), italienische RadrennfahrerinAlfonsina Strada (1891–1959)

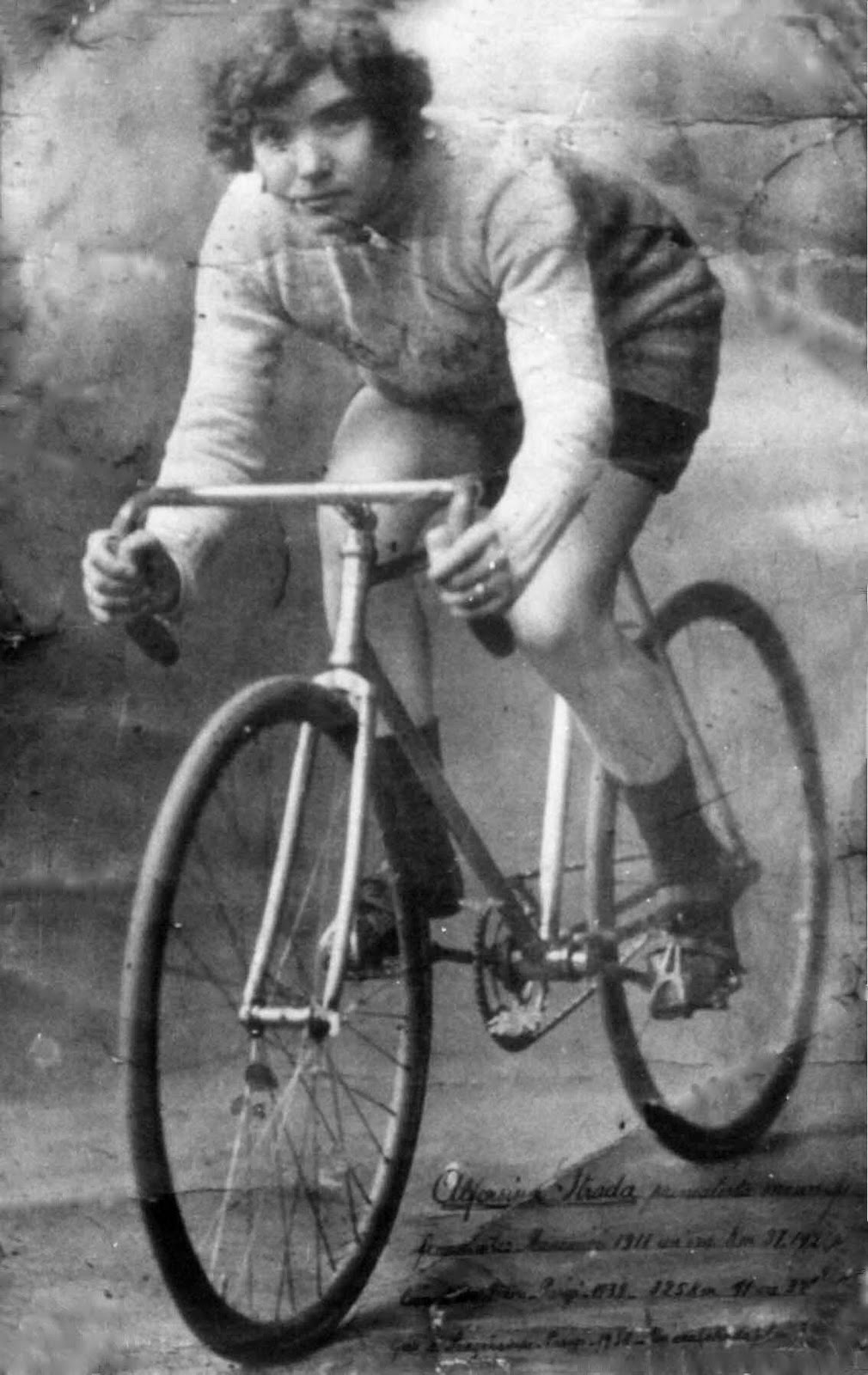
Alfonsina Strada (1891–1959)

- Strada, Anna Maria († 1775), italienische Opernsängerin (Sopran)
- Strada, Emma (1884–1970), italienische Ingenieurin
- Strada, Famiano (1572–1649), italienischer Jesuit, Historiker, Latinist und Schriftsteller der Barockzeit
- Strada, Gino (1948–2021), italienischer Chirurg und Gründer der Hilfsorganisation Emergency
- Strada, Jacopo (1507–1588), italienischer Gelehrter und Baumeister
- Strada, Zanobi da (1312–1361), italienischer Dichter und Humanist
- Stradal, August (1860–1930), deutsch-böhmischer Klaviervirtuose, Arrangeur (Musik) und Musiklehrer
- Stradal, August Joseph (1815–1872), österreichischer Reichstagsabgeordneter
- Stradal, Emmy (1877–1925), österreichische Politikerin (Großdeutsche Volkspartei), Abgeordnete zum Nationalrat
- Stradal, Franz Carl (1847–1901), böhmischer Rechtsanwalt und Präsident der Aussig-Teplitzer Eisenbahn
- Stradal, Franz Joseph (1812–1879), deutschböhmischer Jurist, Kommunal- und Landpolitiker sowie Mäzen
- Stradal, Hildegard (1864–1948), österreichische Sängerin (Mezzosopran), Schriftstellerin und Übersetzerin
- Stradal, Johann Heinrich (1821–1910), deutsch-böhmischer Jurist und Kommunalpolitiker
- Stradal, Karl (1863–1931), deutschböhmischer Jurist, Manager und Mäzen
- Stradal, Michael (* 1942), österreichischer Autor
- Stradal, Otto (1911–1982), österreichischer Journalist und Autor
- Stradal, Rudolph (1827–1872), österreichischer Ingenieur

### Strade
- Stradelinges, Peter, aus Savoyen stammender Ritter in England
- Stradella, Alessandro (1643–1682), italienischer Violinist, Sänger und Komponist
- Straden, Hans (1912–2001), deutscher Brigadegeneral des Heeres der Bundeswehr
- Strader, Peter W. (1818–1881), US-amerikanischer Politiker (Demokratische Partei)

### Stradi
- Stradiņš, Deniss (* 2001), lettischer Fußballspieler
- Stradiņš, Jānis (1933–2019), lettischer Wissenschaftshistoriker und Hochschullehrer
- Stradiņš, Pauls (1896–1958), lettischer Hochschullehrer, Chirurg und Medizinhistoriker
- Stradivari, Antonio († 1737), italienischer Geigenbaumeister
- Stradivari, Francesco (1671–1743), italienischer Geigenbauer
- Stradivari, Omobono (1679–1742), italienischer Geigenbauer

### Stradl
- Stradlin, Izzy (* 1962), US-amerikanischer MusikerIzzy Stradlin (* 1962)

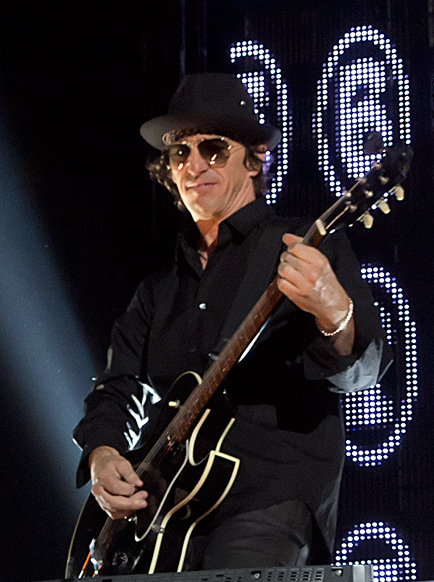
Izzy Stradlin (* 1962)

- Stradling Thomas, John (1925–1991), britischer Politiker, Unterhausabgeordneter
- Stradling, David, englischer Politiker
- Stradling, Edward, englischer Adliger und Politiker
- Stradling, Edward, englischer Adliger
- Stradling, Edward (1389–1453), englischer Adliger
- Stradling, Edward († 1535), englischer Adliger
- Stradling, Edward († 1609), englischer Adliger, Politiker und Schriftsteller
- Stradling, Edward (1699–1726), britischer Politiker
- Stradling, Edward, 2. Baronet, englischer Adliger, Politiker und Militär
- Stradling, Edward, 3. Baronet, englischer Adliger und Militär
- Stradling, Edward, 4. Baronet († 1685), englischer Adliger
- Stradling, Edward, 5. Baronet († 1735), britischer Adliger und Politiker
- Stradling, Harry (1901–1970), US-amerikanischer Kameramann
- Stradling, Harry junior (1925–2017), US-amerikanischer Kameramann
- Stradling, Henry (1423–1476), englischer Adliger
- Stradling, John, englischer Ritter
- Stradling, William, englischer Adliger

### Stradm
- Stradman, Johann Anton (1689–1753), deutscher römisch-katholischer Bischof in Indien

### Stradn
- Stradner, Christoph (* 1970), österreichischer Cellist
- Stradner, Gerhard (1934–2025), österreichischer Musikwissenschaftler
- Stradner, Herbert (1925–2022), österreichischer Paläontologe
- Stradner, Paul (* 1981), österreichischer Koch
- Stradner, Rose (1913–1958), österreichische Schauspielerin

### Strado
- Stradowski, Josha (* 1995), niederländischer Schauspieler

### Stradt
- Stradt, Winfried (* 1956), deutscher Fußballspieler